# Arches Nemzeti Park
Az Arches Nemzeti Park (angolul Arches National Park) természetvédelmi terület az Amerikai Egyesült Államokban, Utah állam délkeleti részén, a Colorado mentén fekvő félsivatagban. A 310 km² területű nemzeti park eróziós tevékenység nyomán kialakult homokkő alakzatairól – természetes kőhídjairól, sziklatornyairól, ablakairól – híres. Nevét a mintegy kétezer természetes kőhídról (angolul arch, többes számban arches) kapta. A terület 1929-ben kapta meg a nemzeti emlékhely (national monument) besorolást, 1971 óta pedig nemzeti parkként működik.

## Természetföldrajza
A terület tengerszint feletti magassága 1245 és 1723 méter között váltakozik, legmagasabb pontja az Elephant Butte. Az átlagos éves csapadékmennyiség meglehetősen alacsony, 250 milliméter körül mozog.
Az Arches Nemzeti Park alatt helyenként az ezer méteres vastagságot is elérő sóréteg található, amelyre mintegy 300 millió évvel ezelőtt kezdett rátelepülni a Colorado-fennsík a területet elöntött tenger üledékéből. A tenger elpárolgását követő évmilliók során a terület felszínét a széljárás és a többszöri időszakos víz alá kerülés tovább alakította, újabb üledékrétegek képződtek, míg végül ez a mezozoikumi kőzetréteg elérte az 1,6 kilométeres vastagságot. E hatalmas tömeg nyomásának az alatta húzódó sóréteg nem volt képes ellenállni, így a só tömörülésével és átrendeződésével a kőzet több helyütt beszakadt, s törések, vetődések, hasadékhálózatok keletkeztek. E mozgások következtében a fiatalabb és kevésbé szilárd felszíni kőzetek elaprózódtak, a hasadékokba áramló víz és jég pedig a kőzetanyag további mállásához, pusztulásához vezetett. A szél a regolitot (mállási terméket, kőzettörmeléket) elszállította, s nyomában csak az ellenállóbb kőzetek, a ma ismert bizarr homokkő alakulatok maradtak vissza. A felszíni erózió ma is végzi munkáját, s 1970 óta több mint harminc kőhíd vált a természet pusztító erejének martalékává.

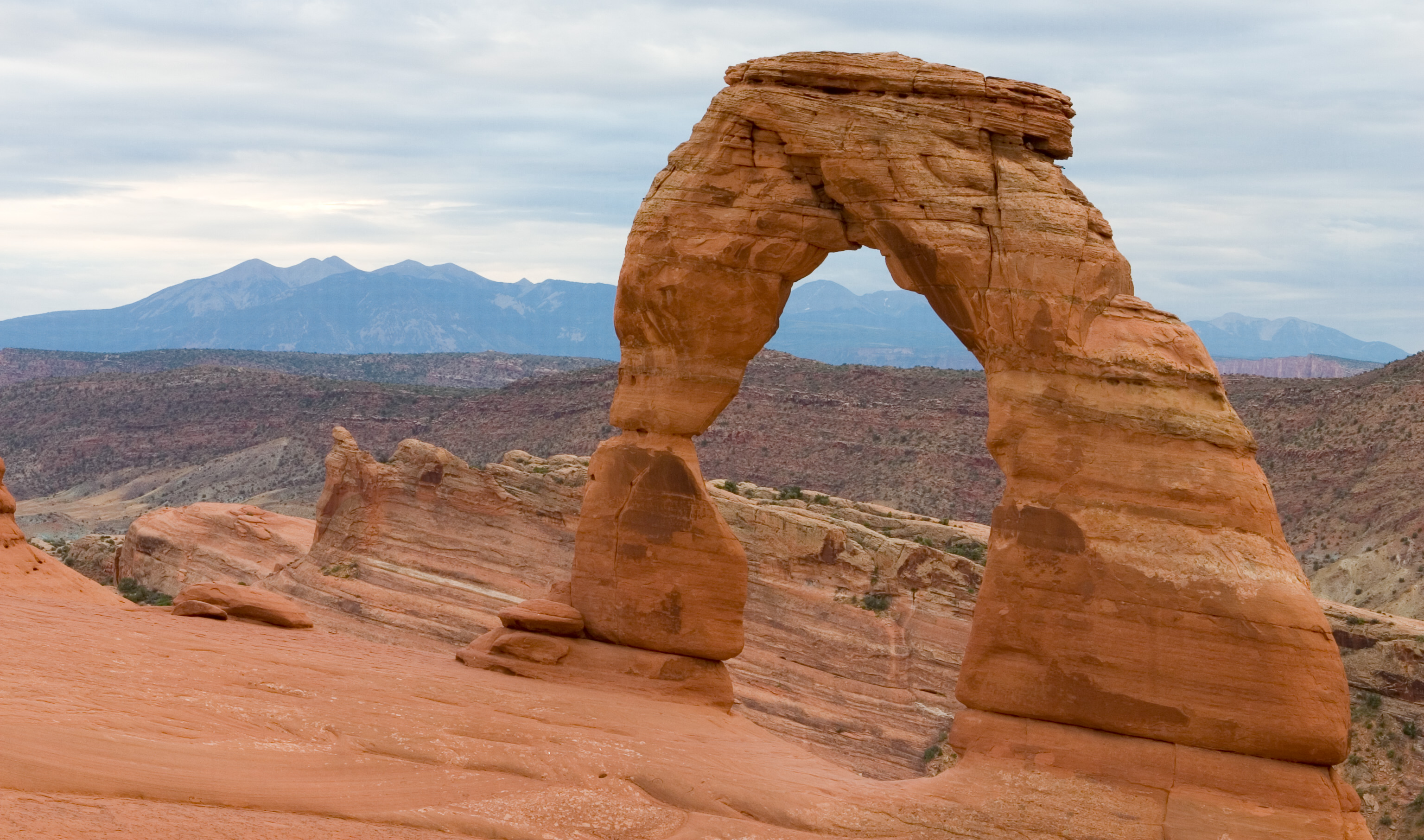
A Delicate Arch

A több ezer sziklaalakzat közül a legnevezetesebbek:
- A Utah állam egyik szimbólumává vált, 16 méter magas Delicate Arch.
- A 39 méter magas sziklatorony, a hatalmas sziklát egyensúlyozó Balanced Rock.
- A Double Arch néven ismert kettős kőhíd.
- A föld egyik leghosszabb természetes kőhídja, a 30 méter magas és 88,4 méter hosszú Landscape Arch.

## Története
Az ember az utolsó jégkorszakot követően, 10 ezer évvel ezelőtt telepedett meg a környéken. Körülbelül a 14. századig fremonti és pueblo indiánok népesítették be a vidéket, de az 1775-ben erre járt spanyol misszionáriusok már pajút indiánokkal találkoztak. Az első európai telepesek, a mormonok 1855-ben itt alapították meg Elk Mountain nevű missziójukat, amelyet hamarosan el is hagytak, s csak az 1880-as években alapították meg pásztorok (rancherek), farmerek és bányakutatók a közeli Moab városkát.
A táj turisztikai értékét a telepesek hamar felismerték, s a 20. század elejétől arra törekedtek, hogy a Colorado-fennsík ezen része természetvédelmi védettséget, ezzel együtt kellő ismertséget kapjon. A közelben lakó, magyar származású bányakutató, Alexander Ringhoffer meghívására 1923-ban a vidékre érkezett az egyik nagy nyugati vasúttársaság szállítmányozási vezetője, Frank A. Wadleigh, aki a látottaktól meggyőzve indítványozta a nemzeti parkokat felügyelő National Park Service igazgatójának nemzeti emlékhely alapítását a Moab környéki területen. Végül 1929. április 12-én, röviddel elnöki beiktatása után Herbert Hoover aláírta az Arches Nemzeti Emlékhely alapításáról szóló rendeletet. 1938-ban az emlékhely területét megnövelték, és a turisták kényelmét biztosító létesítmények kiépítésére is engedélyt adtak. 1971. november 12-én Richard Nixon rendeletében jelentősen csökkentette, ugyanakkor nemzeti parkká minősítette át a védelem alatt álló területet.

## Fordítás
- Ez a szócikk részben vagy egészben az  Arches National Park című angol Wikipédia-szócikk ezen változatának fordításán alapul.  Az eredeti cikk szerkesztőit annak laptörténete sorolja fel. Ez a jelzés csupán a megfogalmazás eredetét és a szerzői jogokat jelzi, nem szolgál a cikkben szereplő információk forrásmegjelöléseként.